# Chilieni

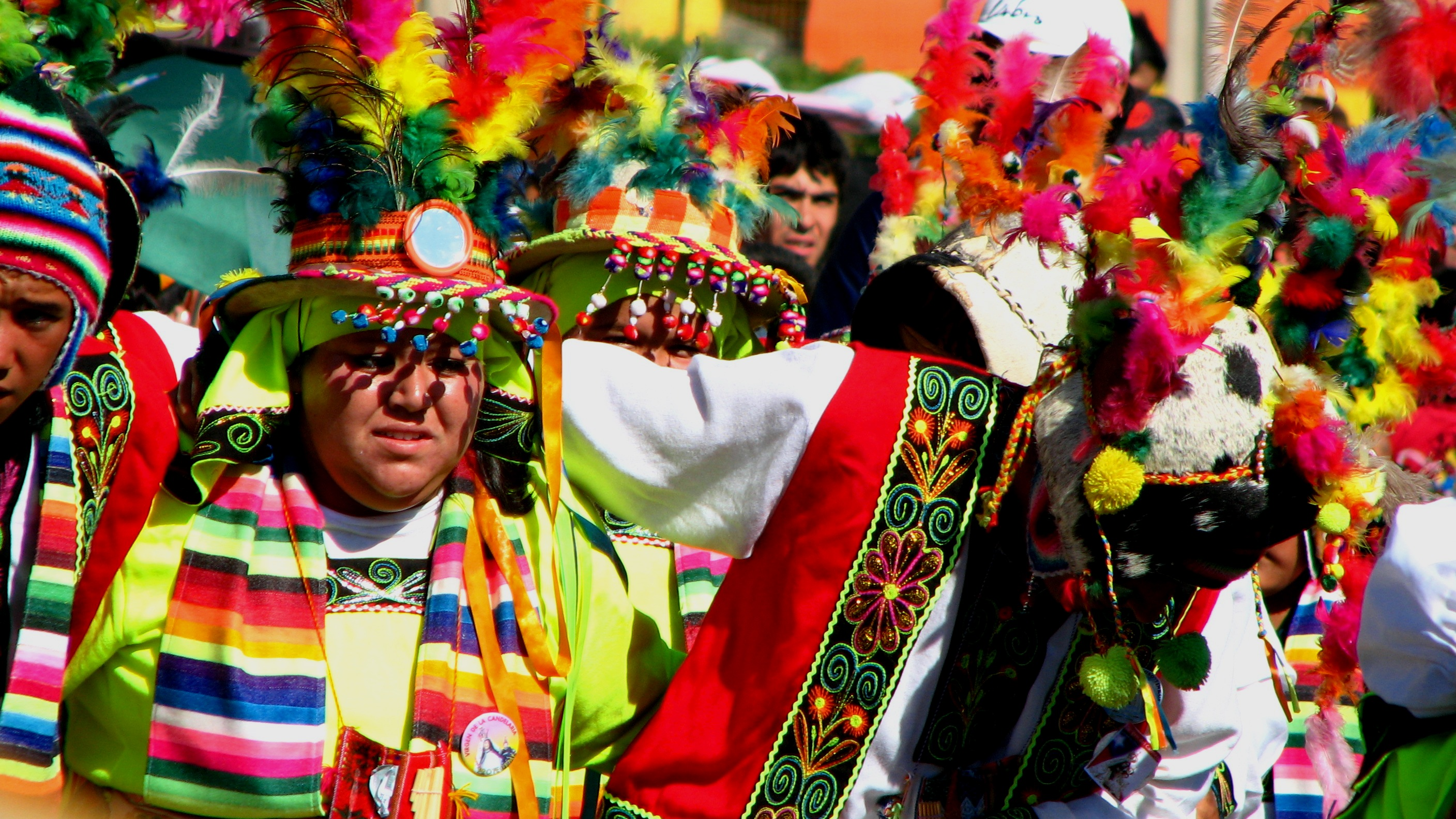
Chilieni dansând

Chilienii (în spaniolă Chilenos) sunt grupul etnic predominant din Chile.